# 서천 건지산성
서천 건지산성(舒川 乾芝山城)은 대한민국 충청남도 서천군 한산면, 건지산에 있는 삼국시대의 성곽이다. 1963년 1월 21일 대한민국의 사적 제60호로 지정되었다.

## 개요
건지산의 정상부근을 에워싼 말안장 모양의 내성과 그 서북쪽 경사면을 둘러싼 외성의 2중구조로 되어있는 산성이다.
성을 쌓은 시기는 백제 말에서 통일신라 전기로 보고 있다. 비교적 큰 규모의 산성으로, 내성은 흙으로 쌓았고 외성은 돌과 흙을 함께 사용하여 쌓았다. 이러한 2중구조의 산성은 특히 백제 말에 나타난 새로운 산성의 형식으로 알려져있다. 또한 산성의 남서쪽 낮은 봉우리에는 2개의 소규모 산성이 있는데, 이는 건지산성에 딸린 부속성으로 방어를 위한 보루로 볼 수 있다. 이 구조 역시 백제식 산성의 특징이라 할 수 있다. 산성의 북쪽은 험준한 천연의 암벽을 이용하여 성벽을 삼았고, 나머지 부분은 흙으로 쌓았으나 심하게 붕괴된 상태이다. 문터의 흔적은 찾을 수 없으며 성안에 봉서사라는 작은 절이 있다. 봉서사 서쪽에 건물터로 보이는 계단 모양의 평지에서 불탄쌀과 백제의 토기조각이 출토되었다.
이 산성은 금강 하류 교통의 요지에 위치하고 있으며, 백제 부흥운동군의 거점이었던 주류성으로 추정하고 있다. 그러나 최근 발굴조사를 통하여 삼국시대에 쌓은 성이 아닌 고려시대 산성일지도 모른다는 설이 제기되고 있다.

## 같이 보기
- 건지산

## 참고 자료
- 서천 건지산성 - 국가유산청 국가유산포털